# Dorfkirche Egelsdorf

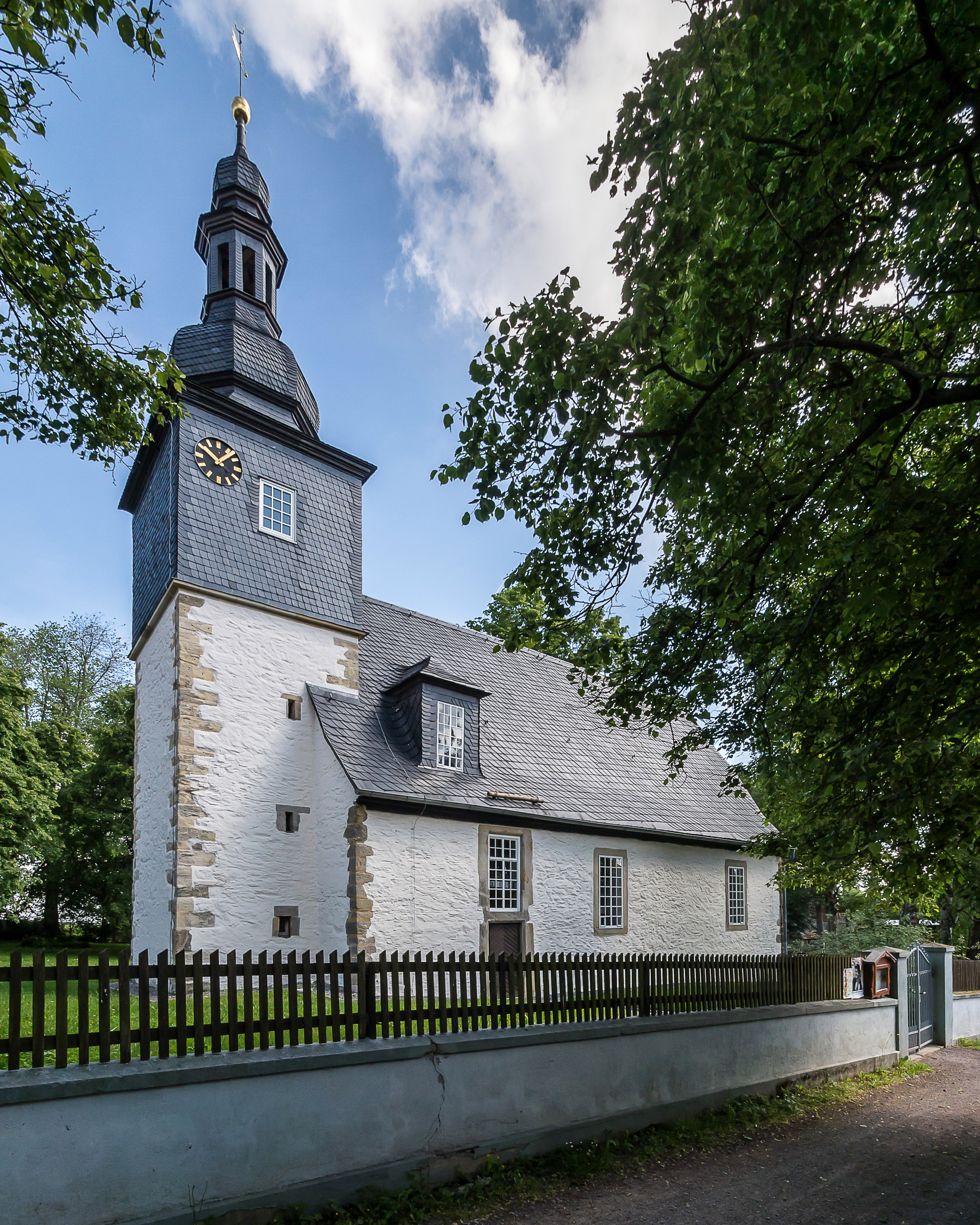
Dorfkirche Egelsdorf

Die Dorfkirche Egelsdorf steht im Ortsteil Egelsdorf der Stadt Königsee im Landkreis Saalfeld-Rudolstadt in Thüringen.

## Geschichte
Die ältesten Teile des Gotteshauses stammen aus vorreformatorischer Zeit, was an der Sakramentsnische im Altarraum erkennbar ist. 1684 wurde der Kirchturm wegen Einsturzgefahr abgetragen.
Umbau- und Erneuerungsarbeiten in den Jahren 1723 und 1774 unter Einbeziehung der alten Teile verliehen der Kirche ihre heutige Gestalt.
Das Innere ist im Stil des schlichten Bauernbarocks gestaltet. Mit Pastellfarben wurde die Kirche ohne Gemälde an den Emporen vorsichtig mit Elementen aus dem 20. Jahrhundert ergänzt. Der Außenaufgang wurde entfernt und eine Innentreppe zu den Emporen gebaut. Eine beheizbare Winterkirche wurde geschaffen. 2001 erfolgten die restlichen Malerarbeiten. Das Dach wurde auch gedeckt.
2010 stiftete der Kunstglaser Ekkehard Franke ein künstlerisch gestaltetes Kirchenfenster.